# روبي بيريز
روبرتو أنطونيو بيريز هيريرا (8 مارس 1956 - 8 أبريل 2025)، المعروف مهنياً باسم روبي بيريز، كان مغني ميرينغي دومينيكي الجنسية. قدم روبي عروضاً مع فرق أوركسترا مختلفة حتى عرض عليه ويلفريدو فارغاس فرصة أن يصبح المغني الرئيسي لأوركستراه أثناء تسجيل ألبوم "إل فونسيوناريو" (1983). احتل الألبوم المركز التسعين في قائمة "لوس 600 دي لاتينو أمريكا". وبفضل مهاراته الصوتية المميزة، اكتسب لقب "أعلى صوت للميرينغي" (la voz más alta del merengue). لقى حتفه في انهيار سقف ملهى جيت سيت الليلي في 8 أبريل 2025.

## مسيرته
كان بيريز يطمح إلى أن يكون لاعب كرة قاعدة في شبابه، لكنه تحول إلى الموسيقى بعد أن تعرض لحادث سيارة تسبب في تلف دائم في ساقه اليسرى. بعد دراسة الموسيقى في المعهد الوطني في سانتو دومينغو، أصبح عضواً في مجموعات مدرسية، مثل جمعية توجيه الشباب الجوقة، وشباب باني في عام 1978، ولوس هيجوس ديل ري. ثم انضم بيريز إلى أوركسترا ويلفريدو فارغاس في الفترة من 1980 إلى 1987، وخلال تلك الفترة قام بنشر العديد الأغاني الناجحة.
شهدت رحلته كفنان منفرد في عام 1987 عدة نجاحات حيث حققت الأغنيتان "Enamorado de Ella" و"Tú Vas a Volar"، نجاحاً كبيراً في تصنيفات بيلبورد. أمضى ألبومه Rubby Pérez أسبوعين في قائمة Tropical، وبلغ ذروته عند المرتبة 15، وحلت أغنيته "Love Her" في المرتبة 29 على قوائم الأغاني اللاتينية.

## الأعمال الخيرية
كُرِّم بيريز من قِبَل لجنة الأحزاب السياسية لأمريكا اللاتينية في الولايات المتحدة (COPOLA USA) لمساعدته ضحايا زلزال هايتي 2010.
في عام 2023، كان بيريز النجم الرئيسي في احتفال لجمع التبرعات نظمته دائرة الخدمات العامة بولاية نيويورك، وهي إحدى الهيئات التابعة للسلطة التنفيذية لولاية نيويورك، وذلك تكريماً لشهر التراث الوطني الهسباني.

## وفاته
بعد شهر واحد من عيد ميلاده التاسع والستين، لقي بيريز حتفه في 8 أبريل 2025 في انهيار سقف ملهى جيت سيت الليلي، والذي وقع أثناء إحدى حفلاته في سانتو دومينغو. كان يعزف مع ابنته زولينكا وزوجها وفرقته الموسيقية. نجت زولينكا وزوجها، على الرغم من وفاة بعض أعضاء الفرقة.
استضاف مسرح إدواردو بريتو الوطني جثمان بيريز بعد وفاته حيث أُقيمت مراسم التأبين.